# Stayin' Alive
Stayin alive為比吉斯（Bee Gees）樂團1977年在週末夜狂熱電影原聲帶中的迪斯可單曲，是由比吉斯樂團成員（巴里、羅賓、莫里斯）作詞，由比吉斯樂團、Albhy Galuten及Karl Richardson製作。此單曲在1977年12月13日發行，是週末夜狂熱電影原聲帶中的第二首單曲，是比吉斯樂團的招牌歌曲之一。2004年時，Stayin alive在滚石杂志史上最伟大的500首歌曲中排名第189，同年也在AFI百年百大电影歌曲中排名第九。在2011年12月英國獨立電視台票選的「全國最喜愛的比吉斯歌曲」中排名第五。